# Дретено
Дретено — деревня в Старорусском муниципальном районе Новгородской области, с весны 2010 года относится к Великосельскому сельскому поселению. На 1 января 2011 года постоянное население деревни — 2 жителя, число хозяйств — 3.
Деревня расположена близ устья левого притока реки Холынья — Каменки, в трёх километрах к юго-востоку от административного центра сельского поселения — деревни Большие Боры.

## Население
| 2010 | 2011 | 2012 | 2013 |
| ---- | ---- | ---- | ---- |
| 5    | ↘2   | →2   | ↗3   |

## История
Известна как центр Дретонского погоста, в писцовых книгах Шелонской пятины с 1498 года в волости Дретона Спасского Русского монастыря. В Новгородской губернии деревня была приписана к Старорусскому уезду. Затем село было центром Дретенского сельсовета Старорусского района, до его переноса в Большие Боры. До весны 2010 года входила в ныне упразднённое Большеборское сельское поселение.

## Транспорт
В деревню есть автодорога из д. Большие Боры. Ближайшая железнодорожная станция расположена в Тулебле.

## Люди, связанные с деревней
- Пылаев, Владимир Александрович — уроженец (1888) Дретено; протоиерей православной Российской церкви, краевед.